# Cofield Mundi
Cofield Mundi, est une chanteuse et compositrice sud-africaine. Née à Johannesburg,

## Biographie
Cofield Mundi est élevée dans une famille de musiciens et commence à chanter très jeune ; elle écrit sa première chanson à l'âge de 12 ans. Sa tante est l'actrice et chanteuse, sud-africaine, Jill Kirkland, célèbre pour son rôle dans le film Katrina.
Elle a sorti deux albums, Ceremony et The Big Question chez Universal Music Group. Les deux albums ont été nommés aux South African Music Awards : en 2009, The Big Question, est nommé dans la catégorie meilleur album contemporain, adulte, en anglais.
Cofield Mundi a commencé sa carrière musicale en tant que chanteuse du groupe su-africain, underground, The Aeroplanes.

## Discographie

### Albums
- Ceremony - Fresh Music (2004)
- The Big Question - Universal (2009)

### Compilations
- Palace Lounge presents Cafe D'Afrique
- Count me out (2006)
- Lightly Tread (en) Elvis Blue
- Only want to be with you  (2010) Elvis Blue
- Where Angels fear to Fly(2012)
- Make time stand still Mark Haze

## Source de la traduction
- (en) Cet article est partiellement ou en totalité issu de l’article de Wikipédia en anglais intitulé « Cofield Mundi » (voir la liste des auteurs).